# Tecomate Nanchal
Tecomate Nanchal är en ort i Mexiko.   Den ligger i kommunen San Marcos och delstaten Guerrero, i den södra delen av landet, 290 km söder om huvudstaden Mexico City. Tecomate Nanchal ligger 95 meter över havet och antalet invånare är 515.
Terrängen runt Tecomate Nanchal är platt åt sydväst, men åt nordost är den kuperad. Runt Tecomate Nanchal är det ganska glesbefolkat, med 34 invånare per kvadratkilometer. Närmaste större samhälle är San Marcos, 12,7 km öster om Tecomate Nanchal. Omgivningarna runt Tecomate Nanchal är en mosaik av jordbruksmark och naturlig växtlighet.